# Andrea Appino
Andrea Appino, noto semplicemente come Appino (Pisa, 23 dicembre 1978), è un cantautore, chitarrista e produttore discografico italiano, frontman del gruppo toscano The Zen Circus.

## Biografia

### Zen Circus
Appena sedicenne, nel 1994, forma la sua prima band a nome "Zen". Dopo vari cambi di formazione il gruppo registra due demotape, uno nel 1996 ed un altro nel 1997. Sempre nel 1997 gli Zen appaiono nella compilation Soniche Avventure edita dalla Fridge Records di Milano, insieme ad altri gruppi appena nati come i Verdena (che al tempo si chiamavano Verbena), Julie's Haircut e molti altri. Gli Zen provano nel centro sociale Macchia Nera di Pisa, davanti al quale Appino abita.

Dopo l'incendio che devasta il centro nel 1998, insieme al batterista Marcello 'Teschio' Bruzzi ed al bassista Emiliano 'Fufù' Valente, decide di virare dal precedente sound noise ad un rock di matrice folk, anche perché il gruppo è senza sala prove e si vede costretto a suonare con strumenti acustici. Cambiano nome in "The Zen" ed ascoltano tantissimo Violent Femmes e Pixies, suonando per le strade della loro città e provando all'aperto d'estate ed in macchina d'inverno.
I The Zen debuttano con un album autoprodotto registrato nel 1998 e pubblicato nel 1999 dal titolo About Thieves, Farmers, Tramps and Policemen. Appino si trasferisce nei Paesi Bassi dove suona come one man band per le strade de L'Aia. Torna in Italia nel 2000 per adempiere al servizio civile obbligatorio e chiede al bassista Massimilano 'Ufo' Schiavelli di entrare nel gruppo. Con lui il nome della band diventa The Zen Circus. Pubblicano nel 2001 l'album Visited by the Ghost of Blind Willie Lemon Juice Namington IV (Ice For Everyone/Wide) e vincono il festival Arezzo Wave grazie ad un loro amico che li aveva iscritti nonostante loro non ne avessero intenzione. Comprano un vecchio camper ed iniziano un'incessante attività dal vivo che li porta ovunque, dai palchi alle strade.
Nel 2003 Appino e Ufo chiedono a Karim Qqru di suonare la batteria al posto di Teschio che lascia il gruppo per motivi personali. Con questa nuova formazione pubblicano nel 2004 Doctor Seduction (Self) e nel 2005 Vita e opinioni di Nello Scarpellini, gentiluomo (I dischi de l'amico immaginario) dove Appino scrive i primi testi in italiano. Sempre nel 2005 Appino si trasferisce a Torino e comincia a lavorare su una più cospicua serie di canzoni in italiano che avrebbe dovuto sfociare in un Ep. Ma nel 2006 gli Zen aprono alla band statunitense Violent Femmes all'Estragon di Bologna e conoscono il bassista Brian Ritchie che decide seduta stante di produrre e successivamente suonare con gli Zen Circus. Il nuovo quartetto registra nel 2007 Villa Inferno (Unhip Records) che viene pubblicato nel 2008 a nome "The Zen Circus & Brian Ritchie". Il disco consacra gli Zen nel mondo della musica indipendente italiana e contiene anche le prime hit Figlio di puttana (il cui video viene frequentemente passato nelle tv musicali) e Vent'anni. In un'intervista rilasciata al porta di musica italiana Rockit, Appino ha raccontato la sua particolare situazione familiare, da cui l'ispirazione per questi brani: "I miei venivano da situazioni assurde. Mio padre era nato in una famiglia borghese, cattolica e fascista. Mia madre veniva da una storia di povertà, non sa nemmeno chi è suo padre. È cresciuta in cinque città diverse con sua madre che faceva lavori loschi, una storia abbastanza anarchica, ma davvero. Il sogno di mia madre era avere una famiglia perché una sua non ce l'aveva mai avuta, mio padre voleva scappare dalla sua situazione familiare. Si sono conosciuti alla Piaggio, ci pensi? Io che alzo la mano a scuola e dico: «sono al mondo perché i miei si sono conosciuti in catena alla Piaggio»".
Cresciuto in una famiglia di operai (Appino racconta spesso nei suoi testi della sua provenienza proletaria), lascia il lavoro di volantinaggio e comincia a vivere di sola musica. Nel 2009 gli Zen Circus pubblicano il primo disco interamente in italiano Andate tutti affanculo (Unhip Records, La Tempesta Dischi) dove compaiono molte delle canzoni sulle quali Appino stava lavorando prima di Villa Inferno. Il disco guadagna la copertina del mensile musicale Il Mucchio Selvaggio, viene accolto con entusiasmo da critica e pubblico e risulta il più venduto nella carriera della band. Il tour a seguito vince il premio come "Miglior Tour dell'anno" al Meeting delle Etichette Indipendenti di Faenza con 120 concerti in 12 mesi. Nel 2011 gli Zen pubblicano il secondo disco completamente in italiano, Nati per subire (La Tempesta Dischi) e per la prima volta raggiungono il numero 31 della classifica FIMI dove rimangono per tre settimane, mentre il tour registra continui sold out nei migliori club del Paese. Nel 2014 gli Zen tornano con l'album Canzoni contro la natura ed esordiscono al primo posto della classifica iTunes ed al 9º posto di quella fisica FIMI/Gfk, il tour registra ancora moltissimi sold out.

### Altri lavori e collaborazioni
Tra gli altri lavori e collaborazioni, Appino ha registrato insieme a Karim Qqru le chitarre per il disco di Nada Vamp nel 2010, ha partecipato alla produzione dell'EP Rita-lin Songs degli A Toys Orchestra nel 2011; ha scritto con Marina Rei la canzone L'Errore, contenuta nell'album La conseguenza naturale dell'errore (2012); ha collaborato con Il Teatro degli Orrori nella realizzazione dell'album Il mondo nuovo (2012). Inoltre ha prestato voce e chitarra anche con altre band e artisti meno conosciuti della scena indipendente, tra cui Società Per L'industria Del Freddo (Zossener Strasse), i Venus In Furs (in Siamo pur sempre animali), Il Cane (in Non perderli) e Nu Bohemièn (in La provincia). Altre importanti collaborazioni degli Zen Circus sono quelle appunto con Brian Ritchie dei Violent Femmes, Kim Deal dei Pixies, Jerry Harrison dei Talking Heads, Giorgio Canali, Tre Allegri Ragazzi Morti, Afterhours, Federico Fiumani, Perturbazione, Il Pan del Diavolo, Dente, Ministri, Nada e molti altri.
In veste di produttore artistico ha lavorato con i Criminal Jokers nel 2010 per il loro album d'esordio This Was Supposed To Be The Future e con i Fast Animals and Slow Kids nel 2011, per l'album Cavalli.
Nel febbraio 2020 viene pubblicato il nuovo album di Piero Pelù, Pugili fragili, che include la canzone Fossi foco, scritta e cantata in collaborazione con Andrea Appino, omaggio al poeta medievale toscano Cecco Angiolieri.

### Solista
Nell'ottobre 2012 comunica la pubblicazione del suo primo album solista, che avverrà con il nome di Appino. L'album prende il nome Il testamento e viene pubblicato il 5 marzo 2013 da La Tempesta (distribuzione Universal). Il disco è stato co-prodotto dallo stesso Appino e da Giulio Favero (Il Teatro degli Orrori) ed è stato pubblicato da La Tempesta e distribuito da Universal Music. Le registrazioni dell'album, a cui partecipano lo stesso Favero, Franz Valente e Rodrigo D'Erasmo, cominciano i primi giorni di gennaio 2013 e avvengono presso il Sam World Studio di Lari, in provincia di Pisa. Il 18 febbraio 2013 è la data di pubblicazione del singolo di lancio, dal titolo Che il lupo cattivo vegli su di te, accompagnato da un videoclip diretto da Stefano Poletti. Il disco raggiunge la posizione 60 della classifica FIMI e porta Appino a girare l'Italia in tour prima proprio con Giulio Favero, Franz Valente, Enzo Moretto (A Toys Orchestra), il batterista Rolando Cappanera (La strana officina, Tres, Octopus project) ed il bassista Enrico Amendolia (Malfunk, Flora e Fauna, Baustelle).
Il 24 settembre 2013, in occasione del suo tour acustico, pubblica su iTunes il singolo Il lavoro mobilita l'uomo con relativo videoclip. Viene anche pubblicata in download gratuito una versione acustica di Che il lupo cattivo vegli su di te.
Nel settembre 2013 il disco Il testamento viene inserito nella rosa dei cinque finalisti della Targa Tenco nella categoria "opera prima di cantautore". Il 2 ottobre seguente viene comunicata la vittoria di Appino sugli altri candidati.
Nel marzo 2015 viene annunciata la pubblicazione del suo secondo album Grande raccordo animale, prevista per il 26 maggio 2015. L'album è stato scritto prevalentemente a New York e prodotto da Paolo Baldini. L'album esordisce alla posizione 23 della classifica Fimi/Gfk e alla 11 della classifica generale di Itunes.
Il 22 settembre 2023 esce il primo singolo Carnevale, che anticipa il terzo album Humanize, uscito il 17 novembre. Il 6 Ottobre esce il secondo singolo, Enduro. Il 20 ottobre esce Genio della lampada. Infine il 3 novembre esce il singolo È solo una bomba.
Il 24 maggio 2024 esce il singolo Le vecchie maniere.

## Discografia

### Da solista
Album in studio
- 2013 – Il testamento (La Tempesta Dischi/Universal Music)
- 2015 – Grande raccordo animale (Picicca Dischi/La Tempesta Dischi/Sony Music)
- 2023 – Humanize (Woodworm/Virgin/Universal Music)

Singoli
- 2013 - Che il lupo cattivo vegli su di te
- 2013 – Il lavoro mobilita l'uomo (Woodworm/Audioglobe) 7"
- 2023 – Carnevale
- 2023 – Enduro

### Con gli Zen Circus
Album in studio
- 1998 – About Thieves, Farmers, Tramps and Policemen (Iceforeveryone, come The Zen)
- 2001 – Visited by the Ghost of Blind Willie Lemon Juice Namington IV (Iceforeveryone/Wide)
- 2004 – Doctor Seduction (Linfa/Self)
- 2005 – Vita e opinioni di Nello Scarpellini, gentiluomo (I dischi de l'amico immaginario/audioglobe)
- 2008 – Villa Inferno (Unhip Records/audioglobe/Warner Chappell Music Italiana, con Brian Ritchie)
- 2009 – Andate tutti affanculo (Unhip Records, La Tempesta Dischi, Infecta/Venus)
- 2011 – Nati per subire (La Tempesta Dischi/Venus)
- 2014 – Canzoni contro la natura (La Tempesta Dischi)
- 2016 – La terza guerra mondiale (La Tempesta Dischi)
- 2018 – Il fuoco in una stanza (La Tempesta Dischi, Woodworm)
- 2020 – L'ultima casa accogliente (Polydor Records, Universal)
- 2022 – Cari fottutissimi amici (Capitol Records, Universal)

Raccolte
- 2019 – Vivi si muore 1999-2019 (La Tempesta Dischi, Woodworm)

EP
- 2012 – Metal Arcade Vol. 1 (Blackcandy Records)

### Come produttore
- 2010 – Criminal Jokers – This Was Supposed to Be the Future
- 2011 – Fast Animals and Slow Kids – Cavalli
- 2016 – Erin K – Little Torch
- 2016 – Dente – Canzoni per metà
- 2017 – Bobo Rondelli – Anime storte

## Formazione live
- Andrea Appino – voce, chitarra, armonica

Il Testamento tour 2013
- Enzo Moretto – chitarra, tastiere, cori
- Giulio Favero – basso, cori
- Franz Valente – batteria

Grande Raccordo Animale tour 2015
- Francesco Pellegrini – chitarra, percussioni, fagotto, effettistica, cori
- Enrico Amendolia – basso
- Rolando Cappanera – batteria

Humanize tour 2024
- Fabrizio Pagni - tastiere, cori
- Davide Barbafiera - tastiere, campionamenti
- Valerio Fantozzi - basso
- Matteo D'Ignazi - batteria